# Cirurgia cardiovascular
La cirurgia cardiovascular és aquella disciplina quirúrgica que, mitjançant l'ús de la mà i l'instrument, pretén resoldre o millorar aquelles patologies cardíaques que no són tractables amb fàrmacs ni amb intervencions menors tals com cateterismes, stents, etc. En la majoria dels casos, l'objectiu realment és disminuir la magnitud dels símptomes i millorar la qualitat de vida del pacient, ja que és rara la resolució completa del problema.